# 橙花雞
橙花雞（英語：Orange chicken）是一道美式中國菜，是將雞肉切成細塊及油炸，再加入使用橙製作的醬汁拌炒而成，這道炸雞菜式在美國的中餐館頗為常見，在大中華地區卻不流行，橙花雞並不是拿橙樹長出的花朵來直接做菜，而是用小量切花的橙肉及橙皮作為裝飾。

## 歷史
這道菜據稱在1987年於美國夏威夷成為 熊貓快餐的其中一道炸雞菜式而逐漸流行起來，熊貓快餐集團的董事長程正昌稱這道橙味炸雞的概念是源自左宗棠雞，因為這道炸雞料理把帶有甜酸味道的醬汁和炸雞塊結合，符合西方飲食文化的口味，所以很受美國人歡迎。另外也有人認為橙花雞是源自中國湖南的陳皮雞，但由於橙花雞的做法和用料與陳皮雞有很大的不同，所以中國媒體認為兩者應沒有直接關係。

## 做法
先要準備雞肉及橙汁配料，雞肉切成細塊，用醬油及小量糖醃約30分鐘。另可將菜椒切開去籽及切細備用。此時可準備橙味醬汁，將橙切開一半榨汁，另準備小部分連橙皮的橙，切成薄片備用。橙味醬汁由橙汁、檸檬汁、醬油、糖及胡椒粉混和而成。把醃好的雞肉表面上生粉，再炸至呈金黃色。之後便將菜椒落鑊炒，再加入橙味醬汁，醬汁熱後放入炸完的雞塊，炒至醬汁的汁液減少，此時可加入糖調味，最後放入切片的橙，略炒就可上碟。帶橙皮的橙肉要最後加入，否則橙皮會釋出苦味。

## 外部連結
- 维基共享资源上的相關多媒體資源：橙花雞
- 氣炸鍋食譜—橙花炸雞 （页面存档备份，存于）